# Polder ten noorden van het Koediep
De Polder ten noorden van het Koediep is een voormalig waterschap in de Nederlandse provincie Groningen. Het waterschap stond ook bekend onder de naam de Westersche polder.
Het schap lag ten westen van Midwolda. De noordgrens lag bij de voormalige zeedijk van 1626 (2 km ten noorden van de Hoofdweg), de oostgrens lag bij het Nieuwe Kanaal, de zuidgrens bij het Koediep en de westgrens bij de Gereweg (N362). De molen sloeg uit op het Koediep.
Waterstaatkundig gezien ligt het gebied sinds 2000 binnen dat van het waterschap Hunze en Aa's.